# Técnica de dilución con helio
La técnica de dilución con helio es la forma de medir la capacidad residual funcional de los pulmones (el volumen que queda en los pulmones después de la espiración normal). 
Esta técnica es un sistema de circuito cerrado donde se llena un espirómetro con una mezcla de helio (He) y oxígeno. La cantidad de He en el espirómetro se conoce al comienzo de la prueba (concentración x volumen = cantidad). Luego se le pide al paciente que respire (respiraciones normales) en la mezcla a partir de capacidad residual funcional (FRC por sus siglas en inglés), que es el volumen de gas en el pulmón después de una exhalación normal. El espirómetro mide la concentración de helio. El helio se propaga a los pulmones del paciente y se asienta en una nueva concentración (C2). Debido a que no hay fugas de sustancias en el sistema, la cantidad de helio permanece constante durante la prueba, y la FRC se calcula mediante la siguiente ecuación: 
{\displaystyle C_{1}V_{1}=C_{2}V_{2}}
{\displaystyle C_{1}V_{1}=C_{2}(V_{1}+FRC)}
donde 
{\displaystyle V_{2}} = volumen total de gas (FRC + volumen de espirómetro) 
{\displaystyle V_{1}} = volumen de gas en espirómetro 
{\displaystyle C_{1}} = concentración inicial (conocida) de helio 
{\displaystyle C_{2}} = concentración final de helio (medida por el espirómetro) 
Nota: para medir el FRC, el paciente se conecta al espirómetro directamente después de una respiración normal (cuando el volumen pulmonar es igual al FRC), si el paciente está inicialmente conectado al espirómetro a un volumen pulmonar diferente (como TLC o RV), el volumen medido se inició el volumen inicial y no FRC.  En pacientes con enfermedades pulmonares obstructivas, las mediciones de la técnica de dilución con helio no son confiables debido al equilibrio incompleto del helio en todas las áreas de los pulmones.  En tales casos, es más preciso utilizar un pletismógrafo corporal. 
Se puede usar una técnica simplificada de dilución con helio como alternativa a las tomografías computarizadas cuantitativas para evaluar los volúmenes pulmonares espiratorios (EELV) entre los pacientes que se encuentran en ventilación mecánica con diagnóstico de ALI / SDRA según un estudio de corte transversal. Los resultados muestran una buena correlación [EELV (He) = 208 + 0.858xEELV (CT), r = 0.941, p <0.001] entre los dos métodos, y la técnica de dilución con helio ofrece las ventajas de menor costo, menor transporte de personas en estado crítico pacientes, y la exposición a la radiación reducida. Los resultados de este estudio pueden tener una generalización limitada debido a su especificidad para la población ALI/ARDS y su pequeño tamaño de muestra (21 pacientes). 